# Гул (город)
Гул (англ. Goole) — город и порт в Англии. Население — 17 600 человек.

## География
Расположен в юго-западной части графства Восточный райдинг Йоркшира, регион Йоркшир и Хамбер, при впадении рек Дон и Эр в реку Уз, в семидесяти километрах от впадения её в Северное море.

## История
В 1620-х годах голландский инженер Корнелиус Вермюйден таким образом изменил русло реки Дон, впадавшей в реку Трент, что она стала впадать в реку Уз. Это привело к осушению болот Хатфилд Чейза и к развитию судоходства по реке. В 1704 году построена система рек и каналов Эр-Колдер (англ.), которая позже широко использовалась для перевозки угля.
В 1840-х годах образована железнодорожная компания Lancashire and Yorkshire Railway. Гул входил в восточную часть её сети и был одним из портов, которые компания использовала для своих судов.
До реформы местного самоуправления 1974 года Гул входил в административное графство Западный райдинг Йоркшира. С 1974 по 1996 год был главным городом района Бутферри неметропольного графства Хамберсайд. В 1996 году вошёл в унитарную единицу Восточный райдинг Йоркшира.

## Экономика
Ежегодный оборот порта Гул около двух миллионов тонн.
Автомагистраль «M62» проходит через город и соединяет с Лидсом и Халлом. В шести километрах к западу от Гула к «M62» примыкает автомагистраль «M18» (Шеффилд — Ротерем — Гул).
В городе пересекаются две железнодорожные линии: «Sheffield to Hull Line» (Шеффилд — Донкастер — Гул — Халл) и «Pontefract Line» (Лидс — Гул).
Система рек и каналов «Aire and Calder Navigation» открыта для судов в 1704 году. Система обеспечивает связь между Гулом и каналом «Лидс — Ливерпуль».
Гул относится к почтовому району Донкастера, которому соответствует код «DN»

## Политика
При выборах в парламент Гул входит в избирательный округ «Бригг и Гул». С 2010 года округ в парламенте представляет консерватор Эндрю Перси.

## Культура
Две расположенные рядом водонапорные башни были прозваны «солонка и перечница».
Полупрофессиональный футбольный клуб «Goole A.F.C.» играет в Первом дивизионе (Юг) Северной Премьер-лиги, восьмом по уровню в системе футбольных лиг Англии.